# Андерс (певец)
А́ндерс Ли (род. 14 июля 1995, Миссиссога, Онтарио), более известный под псевдонимом anders (рус. Андерс) — канадский певец, рэпер и автор песен. Дважды был номинантом премии Juno Award. Стал наиболее известен благодаря своему второму EP Twos (2017) и песне под названием «Love No More» — коллаборации с канадским дуэтом диджеев. Первоначально Андерс получил признание после выпуска сингла «Diamonds». В 2019 году вышел сингл «Sticky Situation» при участии американского рэпера Rich the Kid. 29 июля 2021 — четвёртый EP Honest. Последний сингл Андерса выпущен 24 июня 2022.

## Ранние годы
Андерс Ли родился в 1995 году в Торонто, Онтарио. Учился в средней школе Рика Хансена.

## Карьера
6 октября 2016 года Андерс выпустил свою первую песню «Choosy», спродюсированную канадским продюсером S.L.M.N. 25 мая 2017 года вышел его дебютный EP 669 , в который вошли синглы «You for You» и «Diamonds». Андерс выпустил второй EP Twos 6 марта 2018 года, в него вошёл сингл «Bad Guy». При работе над этим EP Андерс посотрудничал с канадскими продюсерами Luca и FrancisGotHeat, а также с S.L.M.N., Jordon Manswell и Bizness Boi.
Затем, 29 марта 2019 года Андерс выпустил сингл «Bad Habits», сингл «Bossy» 29 июля 2019, и «My Side of the Bed» 7 октября 2019. Также 2 октября 2019 артист опубликовал новую песню эксклюзивно на Soundcloud. 17 октября 2019 году вышел сингл при участии американского рэпера Rich the Kid.
11 декабря 2020 года выходит сингл «Don’t Play», продюсерами которого выступили канадские продюсеры WondaGurl, Jenius и London Cyr. Затем, 21 января 2021 года, выпускается «Chaos»: проект из шести треков, который включает два ранее выпущенных сингла. 26 марта 2021 года у Андерса вышла песня «What I Like», в которой принял участие канадский певец и рэпер FRVRFRIDAY. 29 июля 2021 года Андерс выпустил второй EP Honest, состоящий из девяти треков.
У артиста были заключены стратегические партнёрства с такими канадскими брендами, как Nike, Rémy Martin, BMW, Adidas и McDonald's.
С 2017 по 2021 Андерс выпустил десять музыкальных клипов, посотрудничав с ведущими канадскими клипмейкерами.

## Концерты

### 2018
Андерс провёл свой первый концерт в родном городе Торонто 22 мая 2018. Первоначально концерт должен был состояться в Mod Club Theatre, но был перенесён после того, как билеты были быстро распроданы из-за спроса. В 2018 г. у Андерса было много других выступлений в Торонто. 30 ноября 2018 года артист появился в Торонто в качестве неожиданного гостя на совместном туре 88rising. Андерс закончил год хедлайнером новогоднего мероприятия 2019 года в Миссиссоге 31 декабря 2018 года.

### 2019
16 марта 2019 года Андерс выступил на дополнительной сцене Juno Award 2019 в Лондоне вместе с другими канадскими артистами. Затем исполнитель выступил на Northside Sessions в Торонто 8 мая 2019 года. 16 июня 2019 года Андерс выступил на музыкальном и игровом фестивале NXNE в Торонто. 6 июля 2019 года прошло выступление на фестивале в Суррее, а 4 августа 2019 года — на фестивале Osheaga в Монреале. 20 ноября 2019 года Андерс выступил с бесплатным концертом в Академии предпринимательства Скарлетт Хайтс.

## Музыкальные клипы
За годы работы Андерс выпустил десять музыкальных видеоклипов, в сотрудничестве со многими из лучших канадских режиссёров. 11 октября 2017 года вышел клип на песню «Diamonds». Режиссёром клипа стал Эллиот Клэнси-Осберг. После этого, 28 ноября 2017 года Андерс выпустил клип «You For You», который сняла Карена Эванс. Самым просматриваемый клип певца — «Love No More», в котором снялся дуэт диджеев Loud Luxury, музыкальное видео вышло 4 сентября 2018 года и набрало более миллиона просмотров. Андерс и Эллиот Клэнси-Осберг снова сотрудничали для создания клипа на сингл «Sticky Situation». 21 октября 2019 года артист выпустил клип, который снят полностью на Samsung Galaxy Note 10+.